# Ján Kokinčák
Ján Kokinčák (11. dubna 1880, Solivar – 19. srpna 1965, Humenné) byl slovenský řeckokatolický kněz a od roku 1927 generální vikář prešovské řeckokatolické eparchie. Po likvidaci řeckokatolické církve komunistickým režimem v roce 1950 jako jeden z mála jejích předních představitelů přestoupil k pravoslaví a stal se generálním vikářem nově zřízené pravoslavné eparchie se sídlem v Michalovcích.
Po dokončení teologických studií, které absolvoval v Prešově, a kněžském svěcení působil jako duchovní správce ve farnostech Petkovce (od roku 1902), Výrava (od roku 1906) a Vyšné Čabiny (od roku 1916). Se svojí manželkou Štefánií rozenou Brinskou měl dceru Irenu (provdanou Popovičovou) a syna Mikuláše Kokinčáka (21. května 1904, Rudlov – 18. prosince 1965, Zdoba), který se stal také knězem. V roce 1922 ukončil Ján Kokinčák dálkové studium práva v Košicích a v roce 1927 se stal generálním vikářem prešovské eparchie. V Prešově také vyučoval v kněžském semináři.
Úřad generálního vikáře zastával až do likvidace řeckokatolické církve v roce 1950, kdy přestoupil k pravoslaví a byl jmenován generálním vikářem nově vzniklé pravoslavné eparchie se sídlem v Michalovcích, která vznikla rozdělením jejíž biskupský úřad sídlil dočasně v Košicích. Když byl v roce 1951 biskupský úřad přestěhován do Michalovců, post generálního vikáře pro vysoký věk opustil a vrátil se do Čabin, kde působil jako kněz až do svého odchodu do důchodu v roce 1959. Obnovy řeckokatolické církve v roce 1968 se už nedožil.
| Generální vikář prešovské řeckokatolické eparchie | Generální vikář prešovské řeckokatolické eparchie | Generální vikář prešovské řeckokatolické eparchie |
| ------------------------------------------------- | ------------------------------------------------- | ------------------------------------------------- |
| Předchůdce: ???                                   | 1927–1950 Ján Kokinčák                            | Nástupce: – – –                                   |